# Deer Lodge
Deer Lodge är administrativ huvudort i Powell County i Montana. Countyt grundades år 1901 och Deer Lodge utsågs till dess huvudort.

## Kända personer från Deer Lodge
- Phil Jackson, basketspelare
- Jean Parker, skådespelare